# Связывание с белками плазмы
Для препаратов, которые должны распространяться по телу через кровь, эффективность может зависеть от степени его связывания с белками плазмы крови. Чем меньше препарат связывается, тем больший он оказывает эффект. Основными белками крови, с которыми связываются лекарства, являются альбумины, липопротеины, гликопротеины и глобулины (α, β, γ).

Препараты находятся в крови в двух формах: связанной и несвязанной. В зависимости от сродства конкретного препарата к белкам плазмы, доля лекарства может перейти в связанную с белками плазмы форму, а оставшаяся часть останется несвязанной. Если связывания с белками обратимо, то связанная и несвязанная формы будут находиться в химическом равновесии таким образом:

Белки + лекарства ⇌ комплекс белок-лекарство

Именно несвязанная доля лекарства будет оказывать терапевтический эффект. Также эта часть может быть подвергнута биотрансформации и/или элиминации. Например, «связанная часть» антикоагулянта варфарина составляет 97 %. Это означает, что из всего введенного в организм варфарина , 97 % связано с белками крови. Оставшиеся 3 % (часть несвязанная) препарата проявляют активность и могут быть выведены.

Связывание с белками может влиять на период полувыведения лекарств. Связанная часть выступает в качестве резервуара или депо, из которого препарат медленно выделяется в виде свободной формы. В то время, как несвязанная часть метаболизируется и/или выводится из организма, связанная часть будет высвобождаться для поддержания равновесия.

Так как альбумин является основанием, препараты с кислой и нейтральной реакцией в первую очередь будут связываться с альбумином. Если фракция альбуминов становится насыщенной, то этот препарат связывается с липопротеинами. Основные препараты связываются с кислым альфа-1-кислым гликопротеином. Это важно, поскольку различные условия могут влиять на уровень в плазме альбумина, альфа-1-кислый гликопротеин, и липопротеинов.

## Влияние на изменение связывания с белками
Только несвязанные фракции препарата подвергаются метаболизму в печени и других органах. Чем больше препарата переходит в свободную форму, тем больше он подвергается метаболизму. При изменении уровня свободного лекарства, меняется и объем распределения, поскольку препарат может свободно проходить в ткани, что приводит к снижению уровня концентрации в плазме. Для препаратов, которые быстро биотранформируются, клиренс зависит от печеночного кровотока. Для препаратов, которые медленно проходят биотрансформацию, изменения в уровне несвязанной фракции препарата напрямую влияют на его клиренс.

Количество несвязанной фракции может быть изменено рядом факторов, таких как концентрация препарата в организме, количество и качество белков плазмы и наличие других препаратов, которые имеют большее сродство к белкам плазмы. Введение более высоких концентраций препарата может привести к повышению несвязанной фракции, так как белки плазмы будут насыщенны препаратом, и любой избыток препарата не будет связываться. Если количество белков плазмы уменьшается (при повышенном катаболизме, кахексии, недоедании, болезнях печени, почек), будет повышаться доля несвязанного препарата. Кроме того, состояние белков плазмы может повлиять на количество препарата, которое они способны связать.

### Лекарственные взаимодействия
Использование двух препаратов в одно и то же время может повлиять на их связывание с белками плазмы. Например, предположим, что лекарство А и лекарство Б способны связываться с белками. Если мы введем лекарство А, оно свяжется с белками. Но если мы также введем лекарство Б, то оно может вытеснить лекарство А, и повысить тем самым его несвязанную долю. Это может усиливать активность лекарств, так как только несвязанные фракции могут проявлять активность.

Эффект связывания с белками является наиболее значимым для препаратов, которые обладают большим сродством (> 95 %) и имеют низкий терапевтический индекс, таких как варфарин. Низкий терапевтический индекс свидетельствует о том, что существует высокий риск токсического эффекта при применении препарата. Так как варфарин является антикоагулянтом с низким терапевтическим индексом, то он может вызвать кровотечение, если не поддерживается его правильный уровень доступности. Если пациент принимает варфарин одновременно с другими препаратами, которые вытесняют варфарин из белков плазмы, таких как сульфаниламиды, это может привести к повышению риска кровотечения.